# Juan Carlos Alcalá
Juan Carlos Alcalá (Cidade do México, 24 de janeiro de 1973) é um escritor, roteirista e dramaturgo mexicano.

## Obras
- Que te perdone Dios (2015)
- Lo que la vida me robó (2013)
- Abismo de pasión (2012)
- Llena de amor (2010)
- Un gancho al corazón (2008)
- Al diablo con los guapos (2007)
- Yo amo a Juan Querendón (2007)
- Apuesta por un amor (2005)
- Romántica obsesión (1999)